# The Night of the Doctor
"The Night of the Doctor" é um mini-episódio da série de ficção científica britânica Doctor Who, transmitido originalmente através do BBC iPlayer e do YouTube em 14 de novembro de 2013 como parte da preparação para o especial de 50 anos da série. Foi escrito por Steven Moffat e estrelou Paul McGann como o Oitavo Doutor.
O episódio se passa durante a Guerra do Tempo e mostra os últimos momentos do Oitavo Doutor (McGann), e sua regeneração artificialmente controlada para o Doutor da Guerra (John Hurt). É a segunda aparição em tela de McGann como o Doutor, após sua estreia no telefilme de 1996.

## Enredo
Durante a Guerra do Tempo, o Oitavo Doutor tenta resgatar uma pilota, Cass, cuja espaçonave está colidindo com o planeta Karn. Quando Cass percebe que o Doutor é um Senhor do Tempo, ela recusa a sua ajuda, ignorando suas alegações de que ele nunca tinha tomado parte na guerra. O Doutor se recusa a abandonar Cass, e ambos morrem quando a nave cai.
No planeta, o Doutor é recolhido pela Irmandade de Karn, guardiãs da Chama e do Elixir da Vida Eterna, que o revive temporariamente; Cass, no entanto, está além de sua ajuda. A Irmandade oferece ao Doutor uma seleção de poções que, se consumido, não somente desencadearia a sua regeneração em uma nova forma, mas lhe permitiria escolher quais características sua próxima encarnação teria. Elas convencem o Doutor que ele deve tomar medidas para acabar com a Guerra do Tempo, que "ameaça toda a realidade".
Após uma rejeição inicial e de perceber que já estava morto, o Doutor reconhece que não há mais necessidade de um "doutor". Ele então saúda a memória de suas companheiros do passado, e pede uma poção que irá transformá-lo em "um guerreiro". Ele profere suas últimas palavras ("Médico, cura-te a ti mesmo") e, depois de beber, regenera em uma nova encarnação, conhecido como o Doutor da Guerra, que pega a cartucheira de Cass e declara: "Doutor nunca mais," olhando para o reflexo de seu novo rosto.

### Continuidade
Antes da regeneração, o Doutor menciona Charley Pollard, C'rizz, Lucie Miller, Tamsin Drew e Molly O'Sullivan, seus companheiros em áudio-dramas produzidos pela Big Finish Productions. Isto marca a primeira vez que os áudios da Big Finish foram diretamente relacionados com o programa de televisão. Karn e a Irmandade também apareceram em histórias do Oitavo Doutor, mas mas estrearam em televisão no arco The Brain of Morbius do Quarto Doutor em 1976.
O nome da sacerdotisa nesta história, Ohila, é uma referência a Ohica, o nome da Alta Sacerdotisa da Irmandade em The Brain of Morbius, embora nenhuma conexão direta entre os dois personagens é estabelecida.

## Produção
A ideia de "The Night of the Doctor" veio após a criação da encarnação até então desconhecida do Doutor interpretado por John Hurt em "The Name of the Doctor". Steven Moffat decidiu que ele queria ver como este Doutor surgiu, com a melhor ideia da história sendo uma regeneração direta do Oitavo Doutor, o que teria a vantagem de mostrar o fim deste, que Moffat sempre quis ver. Tendo contactado Paul McGann, que indicou sua vontade de participar, Moffat, em seguida, construiu o mini-episódio para servir como uma surpresa adicional para os fãs, além de servir como uma peça introdutória para "The Day of the Doctor".
"The Night of the Doctor" foi gravado no Roath Lock em 7 e 8 maio de 2013; o primeiro dia de filmagem consistiu em todas as cenas que acontecem no planeta Karn, enquanto o segundo dia consistiu de cenas na nave espacial de Cass. Ao invés de um retorno ao traje do filme de 1996 ou usar a nova imagem que Big Finish tinha introduzido, Moffat decidiu por uma variação do filme projetada por Howard Burden. A nova roupa referência a anterior, mantendo o casaco verde longo e colete cinza, mas fazendo com que pareça mais um "aventureiro" do que um "cavalheiro". Ao mesmo tempo, imagens de McGann no traje foram tiradas dentro do console da TARDIS.

## Transmissão e recepção
A transmissão do episódio veio como uma surpresa para os telespectadores, já que foi anunciado via Twitter menos de uma hora antes de seu lançamento. A aparição de Paul McGann foi igualmente inesperada. O mini-episódio foi destinado a ser liberado na semana do aniversário da série, mas foi antecipado devido ao fato de que a sua existência, bem como a presença surpresa de McGann como o Oitavo Doutor, estavam prestes a ser divulgados. The Atlantic listou "The Night of the Doctor" como um dos melhores episódios de televisão de 2013.
O episódio foi disponibilizado no canal da BBC no YouTube e no seu serviço iPlayer, e no serviço BBC Red Button. "The Night of the Doctor" recebeu mais de 2,5 milhões de visualizações após uma semana de seu lançamento. O desempenho de McGann foi recebido com aclamação; os fãs do episódio fizeram campanha para a BBC conceder ao Oitavo Doutor sua própria série spin-off, com uma petição no Change.org acumulando mais de 15.000 assinaturas.
Na BBC America o episódio foi ao ar em 25 de dezembro de 2013 como parte de uma transmissão expandida de "The Day of the Doctor", incluindo cenas deletadas em honra o 50º aniversário, bem como o último episódio de Matt Smith que foi ao ar logo após o especial.

### Reação dos fãs
Após o lançamento do mini-episódio, os fãs de Doctor Who exigiram um spin-off da série com Paul McGann como o Oitavo Doutor, histórias entre os Doutores de McGann e de Peter Capaldi, ou outros mini-episódios com McGann. O pedido de um spin-off passou a meta de 15.000 assinaturas em novembro de 2013, mas estendido a meta de 25.000, chegou as 20.000 assinaturas.  Paul McGann indicou sua vontade de voltar e notou que ele tinha assinado a própria petição. Emma Campbell-Jones, que interpretou Cass, indicou uma vontade de voltar também, observando que não é explícito que Cass morreu e que o personagem "precisa ver que ele é o bom Doutor."
No entanto, Steven Moffat indicou que um spin-off com McGann não iria acontecer, com a exceção do aniversário, pois deveria haver "um Doutor de cada vez."  Ele também indicou que a aparição de McGann foi menos importante do que o fato de que sua aparição foi uma surpresa e declarou que novos mini-episódios com altos valores de produção seria surpreendente para os espectadores e até mesmo para a BBC.

## Lançamento em DVD
O episódio foi incluído como um extra no lançamento em Blu-ray e DVD de "The Day of the Doctor". O especial foi re-lançado em DVD e Blu-ray em 8 de setembro de 2014 como parte do boxset "50th Anniversary Collectors Edition" ao lado de "The Name of the Doctor", An Adventure in Space and Time, "The Day of the Doctor", "The Time of the Doctor" e The Five(ish) Doctors Reboot.